# NGC 7199
NGC 7199 este o infrared source⁠(d) situată în constelația Indianul. A fost descoperită în 22 iunie 1835 de către John Herschel. Se află la o distanță de 39,9 de megaparseci de Pământ.